# Justicia hylophila
Justicia hylophila är en akantusväxtart som beskrevs av Gustav Lindau. Justicia hylophila ingår i släktet Justicia och familjen akantusväxter. Inga underarter finns listade i Catalogue of Life.